# Jean-François Champollion

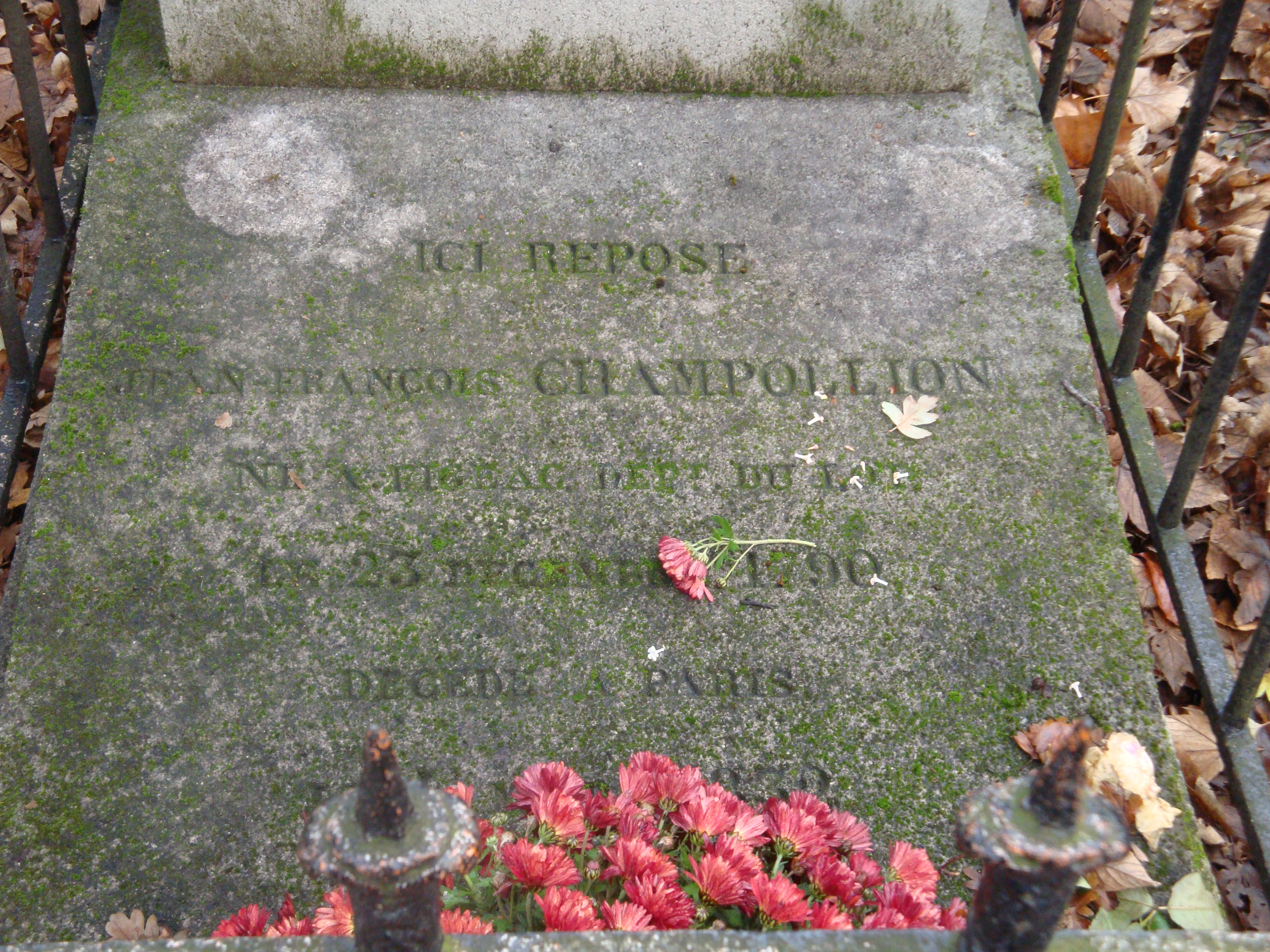
Champollions graf in Parijs

Jean-François Champollion (Figeac, 23 december 1790 – Parijs, 4 maart 1832) was een Frans taalkundige en grondlegger van de egyptologie. Hij is beroemd doordat de ontcijfering van het Egyptische hiërogliefenschrift grotendeels aan hem te danken is.

## Biografie
Champollion werd geboren in Figeac en werd vaak de Jongere genoemd om hem te onderscheiden van zijn broer Jacques-Joseph Champollion (Champollion-Figeac). Hij was een wonderkind als het om talen ging: toen zijn broer hem in 1805 naar Parijs meenam kende hij al Hebreeuws, Syrisch en Chaldeeuws. Hij werd een leerling van Antoine-Isaac Silvestre de Sacy en Raphaël de Monachis en specialiseerde zich in Oosterse talen. Hij leerde Koptisch, de liturgische taal van de christenen van Egypte, die verwant is met het oud- en middelegyptisch. Zijn kennis van deze taal was van groot belang bij zijn studie van de hiërogliefen, omdat het de voortzetting van de taal van het Oude Egypte was, maar in zijn tijd al wel gelezen kon worden, omdat het geen gebruik maakt van hiërogliefen.
In 1812 werd hij te Grenoble leraar Oude talen en begon hij een encyclopedisch werk te schrijven over alles wat met het Oude Egypte te maken had. Het geografisch deel daarvan werd in 1814 uitgegeven. Al in dit boek vermeldt hij dat hij vorderingen gemaakt had in het lezen van de opschriften van de steen van Rosetta. In 1821 gaf hij een boek uit getiteld "De l'écriture hiëratique des Anciens Égyptiens". Er was destijds een discussie gaande over de aard van de hiëratische en hiëroglifische tekens. Stelden zij klanken voor of begrippen? In 1821 dacht Champollion nog het laatste, maar in 1822 publiceerde hij een opzienbarend hiëroglifisch alfabet. Zijn veranderde houding kwam waarschijnlijk doordat hij gelezen had over de pogingen van Thomas Young om in de tekens klanken te ontdekken. Champollion gebruikte de koningsnamen van de Ptolemeïsche tijd om de alfabetische tekens te ontrafelen. Omdat deze koningen van Griekse afkomst waren, werden hun namen inderdaad in alfabetische tekens uitgespeld. Dit gaf Champollion de sleutel in handen: de namen van de koningen staan namelijk in de Egyptische tekst op de steen van Rosetta in cartouches, ovale omlijningen.
In de jaren 1822-1824 werkte hij als een bezetene om zijn begrip van het schrift en de taal verder uit te breiden, en in 1824 gaf hij zijn "Précis du Système Hiëroglyphique" uit, waarmee de basis was gelegd voor het ontcijferen van de vele inschriften en papyri gedurende 3000 jaar geschiedenis.
Champollion vertrok daarna naar Turijn om de papyri van die stad te bestuderen en vervolgens naar Egypte zelf, waar hij veel teksten eigenhandig optekende. Na zijn terugkomst in 1830 begon hij al het verkregen materiaal te ordenen en te vertalen. In 1831 werd Champollion benoemd tot hoogleraar in inscripties en letterkunde, maar in 1832 stierf hij plotseling door uitputting. Hij werd begraven op het Cimetière du Père-Lachaise. Zijn broer nam daarna het werk zo goed mogelijk over en gaf zowel de Egyptische grammatica als het woordenboek uit, waaraan Champollion gewerkt had.